# 葉添興
葉添興（1913年5月25日—1989年4月25日），印度尼西亞華裔人權律師。

## 生平
葉添興在荷屬東印度蘇門答臘亞齊省哥打拉夜（今班達亞齊）出生，祖籍廣東省梅縣（今梅州市），出身自華裔上層社會，先後在哥打拉夜、巴達維亞（今雅加達）和日惹接受荷蘭式教育。就學期間遭受歧視的經歷令他產生反對政府壓迫、捍衛正義的信念，而在日惹求學時的經歷則令他有機會學習4種歐洲語言和接觸基督新教。
完成學業後，他首先到井里汶、南望的荷華學校任教，然後於1937年返回巴達維亞工作，並入讀巴達維亞法學院（至1942年因為日本佔領東印度群島而輟學）；一年後他正式受洗，成為基督徒。1945年，葉添興前往荷蘭萊頓大學修讀法律，至1947年畢業。
葉添興於1949年開始其律師生涯，同時又積極參與教會和華人社會團體新明會的活動。出於對華人國籍問題的關注，他在1954年參與成立印度尼西亞國籍協商會（國協），並自1955年起擔任副主席，後來因為不滿國協總主席蕭玉燦左傾而於1960年辭去副主席一職，但沒有像其他基督徒一樣退出。擔任制憲議會議員期間，他反對蘇卡諾恢復《1945年憲法》，認為該憲法下的中央集權制必然會侵犯人權，之後他又要求蘇卡諾政府釋放蘇丹·夏赫里爾、穆赫塔爾·盧比斯等政治犯。
1965年九三〇事件後，他以違反人權、對華人問題沒有幫助為由拒絕改名換姓，並因為擔任前外交部長蘇班德里約的辯護律師而為印尼社會所熟悉，之後又因為曾參與國協以及向馬拉里事件參與者提供法律援助而被蘇哈托政府兩度短暫收押。1960年代後期之後，他相信要保障華人權益，就要為全體印尼人爭取權益，於是他支持阿德南·布永·納蘇蒂安律師在1966年成立法律援助機構，為政治犯、弱勢社群提供法律援助，並以個人身份就司法改革和人權運動提出意見。他於1989年因主動脈瘤破裂在比利時布魯塞爾逝世，身後其家屬於1992年成立「葉添興基金會」，並設立表揚印尼人權運動者的「葉添興人權獎」。

## 腳註
1. 1 2 3  鍾武凌 2016.
2. 1 2  Lev 1989，第108頁.
3. ↑  Lev 1989，第109頁.
4. ↑  Lev 1989，第110頁.
5. ↑  Lev 1989，第107頁.

## 延伸閱讀
- Lev, Daniel S.; Anderson, Benedict. . University of Washington Press. 2011. ISBN 978-0-295-99114-6.

- 维基共享资源上的相關多媒體資源：葉添興